# دریتون ولی
دریتون ولی (به انگلیسی: Drayton Valley) یک منطقهٔ مسکونی در کانادا است که در آلبرتا واقع شده‌است. دریتون ولی ۷٬۲۳۵ نفر جمعیت دارد و ۸۶۹ متر بالاتر از سطح دریا واقع شده‌است.